# 阿穆尔板块
 隐没带

 Alps  造山带

30→ 相对于非洲板块的移动速度（mm/Y）
阿穆尔板块（英语：Amurian Plate）是一个微型大陆板块，范围包括中国东北、朝鲜半岛、日本西部和俄罗斯遠東地区南部，因流经中俄边界的阿穆尔河（即黑龍江）而得名。學術界曾認爲阿穆尔板块是欧亚板块的一部分，但现今的主流觀點認爲阿穆尔板块是一个獨立的地質板块，并且相較於歐亞板块正在向東南方向移動。经GPS系統的测定，阿穆尔板块在平移的同时，还在沿逆時針方向缓慢旋轉。
阿穆尔板块的北界和西界都与歐亞板块相接，其東北界与鄂霍次克板块相接，南界有華南板塊及沖繩板塊，東南界则有菲律宾板块俯衝形成隐没带。贝加尔湖就處在阿穆尔板块和歐亞板块的邊界上。1970年代中期在中国發生的海城大地震和唐山大地震有可能和阿穆尔板块的活動有關。如果此板块確实为独立存在，此地區地震風險較小的說法将被打破，同時南北韓的首都首爾和平壤將可能與日本的東京都會區一樣必須面臨可能的地震風險，因為這兩座大城市均位於此板块的邊緣地帶。